# (18441) Cittadivinci
(18441) Cittadivinci est un astéroïde de la ceinture principale.

## Description
(18441) Cittadivinci est un astéroïde de la ceinture principale. Il fut découvert le 5 août 1994 à San Marcello Pistoiese par Andrea Boattini et Maura Tombelli. Il présente une orbite caractérisée par un demi-grand axe de 3,09 UA, une excentricité de 0,09 et une inclinaison de 10,1° par rapport à l'écliptique.